# Hello, I Must Be Going!
Pour les articles homonymes, voir Hello.
Albums de Phil Collins
Face Value
(1981) No Jacket Required
(1985)
Singles
1. Thru These Walls
Sortie : Octobre 1982 ( Royaume-Uni)[1]
2. You Can't Hurry Love
Sortie : octobre 1982 ( États-Unis)
3. I Don't Care Anymore
Sortie : février 1983 ( États-Unis)
4. Don't Let Him Steal Your Heart Away
Sortie : mars 1983 ( Royaume-Uni)
5. I Cannot Believe It's True
Sortie : avril 1983 ( États-Unis)
6. Why Can't It Wait 'Til Morning
Sortie : mai 1983 ( Royaume-Uni)
7. It Don't Matter to Me
Sortie : août 1983 ( Pays-Bas)

Hello, I Must Be Going! est le deuxième album solo de Phil Collins, sorti le 5 novembre 1982. Il est publié par Virgin au Royaume-Uni et en Irlande, Atlantic en Amérique du Nord et WEA dans le reste du monde. La promotion de l'album est développé par la tournée du même nom. Hello, I Must Be Going vaut à Collins sa première nomination au Brit Award du meilleur artiste britannique l'année suivante.
Huit des titres de l'album sont sortis en singles qui se sont classés dans les charts internationaux, notamment la reprise des Supremes, You Can't Hurry Love, qui est le principal succès de ce disque. Parmi les autres chansons, on retrouve l'instrumental The West Side et Thru These Walls, chanson sombre sur le voyeurisme narrant l'histoire d'un homme écoutant ses voisins à travers le mur qui prennent part à des activités nocturnes inconvenantes. Le sombre I Don't Care Anymore atteint la 39e place du Billboard Hot 100 aux États-Unis, lui donnant sa première nomination au Grammy Award de la meilleure performance rock vocale en 1984.
L'album est nommé d'après la chanson du même nom des Marx Brothers, figurant dans le film L'Explorateur en folie (1930).

## Contexte et enregistrement
En décembre 1981, le groupe Genesis, auquel appartient Phil Collins, se met en pause de huit mois après avoir joué en concert des chansons de leur album Abacab (1981). Collins commence à travailler sur la suite de son premier album studio solo, Face Value (1981), qui concerne principalement des événements de sa vie personnelle, notamment son divorce avec sa première femme. Il est au courant que Hello, I Must Be Going! contient des quantités encore plus importantes de chansons concernant sa vie privée, et raisonne sa concentration[pas clair] sur le fait de se sentir coupable concernant le divorce et « d'être purement sentimental à ce sujet ». Il décrit l'album des années plus tard : « Si mon premier album était "Je suis divorcé et je suis misérable"... mon suivant était "Je vais tailler ce connard en pièce" ». Cependant, après avoir rencontré sa deuxième épouse Jill Tavelman et sorti Hello, I Must Be Going!, Collins note un changement dans son écriture: « [Je suis] plus heureux [...] J'écris des chansons heureuses maintenant ».
L'album contient des éléments de groove pop que Collins utilisera davantage avec son prochain album studio solo, No Jacket Required (1985). I Cannot Believe It's True est comparé à I Missed Again de Face Value (1981) « jusqu'aux rythmes ondulants et aux cuivres qui se balancent ». Collins avoue « un manque flagrant de jugement » en enregistrant la batterie pour Thru These Walls car le jeu de batterie qu'il utilise correspondait à ce qu'il avait fait pour In the Air Tonight de Face Value (1981). Pour lui, c'est la seule comparaison entre les deux albums, bien qu'on lui rappelle le contenu similaire présent sur Hello, I Must Be Going!. En plus de cela, selon Collins, Don't Let Him Steal Your Heart Away et Why Can't It Wait 'Til Morning datent des sessions Face Value en 1978-79.

## Pochette
La pochette de l'album contient diverses photographies de la vie de famille de Collins, qu'il avait également réalisées pour Face Value (1981). Collins veut que les deux albums soient un « ensemble assorti, quelque chose qui semble provenir du même type ». Inclus est une photo de son jeune fils Simon dans un costume de Superman, que Collins a trouvé humoristique à inclure, mais découvre plus tard que certaines personnes l'ont mal interprétée en concentrant trop l'album sur sa vie personnelle.

## Réception critique
Hugh Fielder de Sounds fait l'éloge de Hello, I Must Be Going! comme « un successeur plus large, plus fort et mieux exécuté de Face Value », écrivant: « L'inspiration originale peut être de seconde main mais l'exécution et le personnage sont entièrement les siens ». Dans Rolling Stone, John Milward déclare à propos du disque: « Malgré sa vantardise anti-tendance d'un enregistrement de huit pistes, le riche lustre de l'album est de la vieille école de rock classique. En fait, l'album sonne comme du Genesis dépouillé, décoratif mais pas trop ostentatoire ». L'écrivain du NME Graham K. Smith est moins enthousiaste, critiquant les paroles comme excessivement apitoyées sur soi et la musique comme imprégnée de « flagrants manuels de commercialisations »; il trouve que l'album « s'effondre de manière retentissante entre les deux tabourets du "rock significatif "et de la pop jetable, se vautrant dans tous les pires aspects des deux sans aucune grâces salvatrices ».
Rétrospectivement, le critique d'AllMusic Stephen Thomas Erlewine déclare que Collins « avait commencé à injecter dans son écriture pop hautement mélodique plus d'influences soul et R&B » sur Hello, I Must Be Going!, avec des résultats mitigés: « Bien que certains morceaux aient réussi, une grande partie de cela a montré qu'il était encore en train de comprendre comment incorporer les techniques R&B dans son style ». Dans une critique ultérieure de l'album pour AllMusic, Tim Sendra est plus favorable, le jugeant « un successeur gagnant qui montre à Collins qu'il contrôle totalement l'écriture et la production ».

## Postérité
Collins soutient l'album avec une tournée de concerts en Europe et en Amérique du Nord entre novembre 1982 et février 1983. Il joue avec un groupe de neuf musiciens qui comprenait les musiciens en tournée de Genesis Chester Thompson et Daryl Stuermer, et les Phenix Horns.
L'album est réédité et remasterisé par Steve Hoffman pour le label Audio Fidelity en 2011 sur Gold CD. L'album est également réédité dans le cadre de la série Take a Look at Me Now de remasterisation d'albums studio de Phil Collins en 2016, avec un nouveau deuxième disque de chansons bonus.

## Fiche technique

### Liste des chansons et réédition
Toutes les chansons sont écrites et composées par Phil Collins, excepté You Can't Hurry Love écrite par Holland–Dozier–Holland.
| 1.    | I Don't Care Anymore                | 5:00 |
| 2.    | I Cannot Believe It's True          | 5:14 |
| 3.    | Like China                          | 5:05 |
| 4.    | Do You Know, Do You Care?           | 4:57 |
| 5.    | You Can't Hurry Love                | 2:50 |
| 6.    | It Don't Matter to Me               | 4:12 |
| 7.    | Thru These Walls                    | 5:02 |
| 8.    | Don't Let Him Steal Your Heart Away | 4:43 |
| 9.    | The West Side                       | 4:59 |
| 10.   | Why Can't It Wait 'Til Morning      | 3:01 |
| 45:03 |                                     |      |

| Édition deluxe 2016 - disque deux : Hello! Extras | Édition deluxe 2016 - disque deux : Hello! Extras | Édition deluxe 2016 - disque deux : Hello! Extras | Édition deluxe 2016 - disque deux : Hello! Extras | Édition deluxe 2016 - disque deux : Hello! Extras | Édition deluxe 2016 - disque deux : Hello! Extras | Édition deluxe 2016 - disque deux : Hello! Extras | Édition deluxe 2016 - disque deux : Hello! Extras | Édition deluxe 2016 - disque deux : Hello! Extras | Édition deluxe 2016 - disque deux : Hello! Extras |
| No                                                | Titre                                             | Durée                                             |                                                   |                                                   |                                                   |                                                   |                                                   |                                                   |                                                   |
| ------------------------------------------------- | ------------------------------------------------- | ------------------------------------------------- | ------------------------------------------------- | ------------------------------------------------- | ------------------------------------------------- | ------------------------------------------------- | ------------------------------------------------- | ------------------------------------------------- | ------------------------------------------------- |
| 1.                                                | I Don't Care Anymore (live 1985)                  | 6:30                                              |                                                   |                                                   |                                                   |                                                   |                                                   |                                                   |                                                   |
| 2.                                                | I Cannot Believe It's True (live 1982)            | 5:29                                              |                                                   |                                                   |                                                   |                                                   |                                                   |                                                   |                                                   |
| 3.                                                | Like China (live 1985)                            | 5:41                                              |                                                   |                                                   |                                                   |                                                   |                                                   |                                                   |                                                   |
| 4.                                                | You Can't Hurry Love (live 1985)                  | 3:04                                              |                                                   |                                                   |                                                   |                                                   |                                                   |                                                   |                                                   |
| 5.                                                | It Don't Matter to Me (live 1985)                 | 4:23                                              |                                                   |                                                   |                                                   |                                                   |                                                   |                                                   |                                                   |
| 6.                                                | The West Side (répétition 1996)                   | 7:37                                              |                                                   |                                                   |                                                   |                                                   |                                                   |                                                   |                                                   |
| 7.                                                | People Get Ready (live 1982)                      | 3:18                                              |                                                   |                                                   |                                                   |                                                   |                                                   |                                                   |                                                   |
| 8.                                                | Thru These Walls (live 1982)                      | 5:03                                              |                                                   |                                                   |                                                   |                                                   |                                                   |                                                   |                                                   |
| 9.                                                | It's Alright (live 1985)                          | 2:22                                              |                                                   |                                                   |                                                   |                                                   |                                                   |                                                   |                                                   |
| 10.                                               | Oddball (demo "Do You Know, Do You Care?")        | 4:30                                              |                                                   |                                                   |                                                   |                                                   |                                                   |                                                   |                                                   |
| 11.                                               | Don't Let Him Steal Your Heart Away (demo)        | 4:42                                              |                                                   |                                                   |                                                   |                                                   |                                                   |                                                   |                                                   |
| 52:39                                             |                                                   |                                                   |                                                   |                                                   |                                                   |                                                   |                                                   |                                                   |                                                   |

### Crédits

#### Musiciens
- Phil Collins ; chant, batterie (1-9), percussions (2, 6, 9), claquements de mains (3), timbales (4), tambourin (5), marimba (7), claviers (1-4, 6, 7, 9), piano (8, 10) pédales basse (1, 4, 9), trompette (intro 4)
- Daryl Stuermer : guitare (1-9)
- John Giblin : basse (2, 3, 5, 8)
- Mo Foster : basse (6), basse fretless (7)
- J. Peter Robinson : piano, glockenspiel, vibraphone (5)

- The Phenix Horns : (2, 6, 9)
  - Michael Harris & Rahmlee Michael Davis : trompette
  - Don Myrick :  saxophone alto & ténor, saxophone solo (2, 9)
  - Louis "Louie Louie" Satterfield : trombone
- The Phenix Choir (Phil Collins, Don Myrick, Louis Satterfield, Michael Harris, Rahmlee Michael Davis et Peter Newton) : Chœurs additionnels (2)

- Cordes :  
  - Martyn Ford : direction des cordes, arrangements des cordes et des cuivres, mix (5, 8, 10)
  - Gavyn Wright : Premier violon
  - The Mountain Fjord Orchestra : cordes et cuivres

#### Équipe technique
- Phil Collins : Production
- Hugh Padgham : Assistant production, ingénieur du son
- Howard Gray : Ingénieur du son assistant
- Martyn Ford : Ingénieur du son (parties orchestrales)
- Mike Ross : Ingénieur du son
- Ian Cooper : Mastering
- Trevor Key : Photographie extérieure de la pochette

## Classements et certifications

### Classements hebdomadaires
| Classement (1982-83)          | Meilleure place |
| ----------------------------- | --------------- |
| Allemagne (Media Control AG)  | 6               |
| Australie (Kent Music Report) | 15              |
| Canada (RPM Top Albums)       | 1               |
| États-Unis (Billboard 200)    | 8               |
| France (SNEP)                 | 4               |
| Norvège (VG-lista)            | 4               |
| Nouvelle-Zélande (RIANZ)      | 20              |
| Pays-Bas (Mega Album Top 100) | 3               |
| Royaume-Uni (UK Albums Chart) | 2               |
| Suède (Sverigetopplistan)     | 7               |
| Suisse (Musikmarkt (en))      | 17              |

| Classement (2016)                  | Meilleure place |
| ---------------------------------- | --------------- |
| Autriche (Ö3 Austria Top 40)       | 52              |
| Belgique (Flandre Ultratop)        | 103             |
| Belgique (Wallonie Ultratop)       | 60              |
| France (SNEP)                      | 138             |
| Pays-Bas (CombiAlbum Top 100 (nl)) | 38              |
| Suisse (Schweizer Hitparade)       | 50              |

### Classements annuels
| Classement (1982)          | Meilleure place |
| -------------------------- | --------------- |
| États-Unis (Billboard 200) | 23              |
| États-Unis (Cash Box)      | 33              |
| France (SNEP)              | 11              |

### Classements des singles
| Année                                                                                             | Titre                               | Classements | Classements | Classements | Classements | Classements | Classements | Classements | Classements | Classements | Classements | Classements | Classements | Classements | Classements | Classements | Classements |
| Année                                                                                             | Titre                               | UK          | US          | US A.C.     | US Rock     | CAN         | AUS         | NZ          | GER         | NL Top 100  | NL Top 40   | AUT         | FRA         | IRE         | SPN         | SWE         | SWI         |
| ------------------------------------------------------------------------------------------------- | ----------------------------------- | ----------- | ----------- | ----------- | ----------- | ----------- | ----------- | ----------- | ----------- | ----------- | ----------- | ----------- | ----------- | ----------- | ----------- | ----------- | ----------- |
| 1982                                                                                              | Thru These Walls                    | 56          | —           | —           | 34          | —           | —           | —           | —           | 48          | —           | —           | 15          | 27          | 15          | —           | —           |
| 1982                                                                                              | You Can't Hurry Love                | 1           | 10          | 9           | 24          | 9           | 3           | 9           | 3           | 1           | 1           | 3           | 3           | 1           | 11          | 6           | 3           |
| 1982                                                                                              | Do You Know, Do You Care?           | —           | —           | —           | 41          | —           | —           | —           | —           | —           | —           | —           | —           | —           | —           | —           | —           |
| 1983                                                                                              | I Don't Care Anymore                | —           | 39          | —           | 3           | —           | —           | —           | —           | —           | —           | —           | —           | —           | —           | —           | —           |
| 1983                                                                                              | Don't Let Him Steal Your Heart Away | 45          | —           | —           | —           | —           | —           | —           | —           | —           | —           | —           | —           | 18          | —           | —           | —           |
| 1983                                                                                              | Why Can't It Wait 'Til Morning      | 89          | —           | —           | —           | —           | —           | —           | —           | —           | —           | —           | —           | —           | —           | —           | —           |
| 1983                                                                                              | I Cannot Believe It's True          | —           | 79          | —           | —           | —           | —           | —           | —           | —           | —           | —           | —           | —           | —           | —           | —           |
| 1983                                                                                              | It Don't Matter to Me               | —           | —           | —           | —           | —           | —           | —           | —           | 46          | —           | —           | —           | —           | —           | —           | —           |
| 1983                                                                                              | Like China                          | —           | —           | —           | 17          | —           | —           | —           | —           | —           | —           | —           | —           | —           | —           | —           | —           |
| "—" signifie que la publication est soit non publiée, soit non classée dans le pays correspondant |                                     |             |             |             |             |             |             |             |             |             |             |             |             |             |             |             |             |

### Certifications
| Pays                      | Certification | Ventes    |
| ------------------------- | ------------- | --------- |
| Allemagne (BVMI)          | 2 × Platine   | 1 000 000 |
| Argentine (CAPIF)         | Platine       | 60 000    |
| Autriche (IFPI Austria)   | Or            | 25 000    |
| Espagne (PROMUSICAE)      | Platine       | 100 000   |
| États-Unis (RIAA)         | 3 × Platine   | 3 000 000 |
| France (SNEP)             | 2 × Platine   | 600 000   |
| Pays-Bas (NVPI)           | Or            | 50 000    |
| Royaume-Uni (BPI)         | 3 × Platine   | 900 000   |
| Suisse (IFPI Switzerland) | Platine       | 100 000   |